# Paolo Mazzella
Paolo Fabio Gregorio Mazzella (Vitulano, 23 aprile 1844 , secondo altra fonte 24 maggio 1844 – Firenze, 22 febbraio 1917) è stato un magistrato e politico italiano.
Laureato a Napoli, in magistratura dal 1867, è stato consigliere di corte d'appello a Trani, Napoli, Palermo e Roma; presidente di sezione della Corte d'appello di Napoli, procuratore generale presso la Corte d'appello di Catania, primo presidente della Corte d'appello di L'Aquila, Palermo e Firenze e primo presidente della Corte di cassazione di Firenze. Ha fatto parte del Consiglio superiore della magistratura.